# 홋타 마사나카
홋타 마사나카(일본어: 堀田正仲, 1662년 9월 1일 ~ 1694년 8월 26일)는 에도 시대 전기의 후다이 다이묘이다. 시모사국 고가번의 2대 번주가 되었다가 후에 데와국 야마가타번주를 거쳐 무쓰국 후쿠시마번주를 역임하였다.

## 생애
간분 2년(1662년), 당시 고즈케국 안나카번주로 로주였던 홋타 마사토시의 맏아들로 태어났다. 홋타 마사토라는 마사나카의 쌍둥이 동생이다.
조쿄 원년(1684년) 8월 28일, 아버지 마사토시가 이나바 마사야스에 의해 암살당하자, 오쿠보 다다토모와 아베 마사타케 등이 협력하여 그 자리에서 마사야스를 죽였다. 그리고 마사나카는 10월에 가문을 승계하고 고가 번의 2대 번주가 되었다. 이때 동생 마사토라에게는 오미야번 2만 석을 분할해 주었고, 또 동생 마사타카에게 사노번 1만 석 영지를 주어, 자신의 영지는 10만 석이 되었다.
조쿄 2년(1685년) 6월, 데와국 야마가타번으로 전봉되었고, 이듬해인 조쿄 3년(1686년) 7월에는 무쓰국 후쿠시마번으로 옮겨갔다. 그러나, 이러한 일련의 전봉은 아버지의 암살로 인해 이루어진 처벌조의 전봉이었다. 게다가 후쿠시마 번은 실질적으로 질이 나쁜 농지가 많아서 명목상 고쿠다카에 비해 실제 수확량이 낮아 번 재정이 궁핍한 상태였다.
이에 마사나카는 가신단의 정리해고를 단행하고, 연공과 운송 상납금 및 잡세를 엄격히 징수하는 중세 조치를 취했다. 번내 주민들에 대해서는 특산물인 견직물에 비단세를, 이자카 온천(飯坂温泉)을 비롯한 영내의 각 온천에는 온천세를 각각 부과하는 등 갖가지 세금을 강제로 징수하여 영내 주민들을 괴롭혔다. 그러나 5대 쇼군 도쿠가와 쓰나요시로부터는 총애를 받아, '자못 공이 크다'하며 칭찬받았다.
겐로쿠 7년(1694년) 7월 6일에 33세의 나이로 사망하였고, 동생 마사토라가 양자가 되어 그 뒤를 이었다.
| 전임 홋타 마사토시 | 제2대 고가번 번주 (홋타가) 1684년 ~ 1685년 | 후임 마쓰다이라 노부유키 |

| 전임 오쿠다이라 마사아키라 | 야마가타번 번주 1685년 ~ 1686년 | 후임 마쓰다이라 나오노리 |

| 전임 혼다 다다쿠니 | 제1대 후쿠시마번 번주 (홋타가) 1686년 ~ 1694년 | 후임 홋타 마사토라 |